# Tatum
Tatum város az USA Új-Mexikó államában, Lea megyében. Lakosainak száma 706 fő (2020. április 1.).

## Népesség
A település népességének változása:
| Lakosok száma | 683  | 798  | 706  |
|               | 2000 | 2010 | 2020 |